# 129 (число)
129 (сто двадцать девять) — натуральное число, расположенное между числами 128 и 130. Оно не является простым числом, а относительно последовательности простых чисел расположено между 127 и 131.
- 129 день в году — 9 мая (в високосный год — 8 мая)

## В математике
- Сумма первых десяти простых чисел: {\displaystyle 129=2+3+5+7+11+13+17+19+23+29}.
- 129 — нечётное составное трёхзначное число.
- Сумма цифр числа 129 — 12
- Произведение цифр этого числа — 18
- Квадрат числа 129 — 16 641
- 43-е полупростое число[2]

## В других областях
- 129 год.
- 129 год до н. э.
- Бессарабский 129-й пехотный полк.
- (129) Антигона — крупный астероид из группы главного пояса.